# 韩子毅
韩子毅（1910年—1995），河北赵县大马庄村人。中华人民共和国政治人物。

## 生平
1931年参加革命工作，1932年6月加入中国共产党。1937年1月任西北抗日联军总部特务团连指导员。抗日战争爆发后，历任晋察冀抗日义勇军第二路第五支队政治委员。1938年4月至1939年4月，担任南和县抗日民主政府县长兼第八支队支队长，冀南区行署民政处处长、视学室主任兼冀南区第二专署专员、党团书记等职。1944年7月，到延安中央党校学习，后任晋察冀边区商业专科学校科长、校长，工交学院副院长。1947年11月至1948年10月，担任石家庄市社会局长；之后升任石家庄市直党委书记，天津市政法委第一副主任兼民政局长、天津政治学校校长，中共天津市委宣传部副部长，华北人民政府办公厅副主任、总支书记、直属党委副书记等职。
1954年，因在天津政治学校任校期间，与张学林进行小集团活动。打压、捏造材料嫁祸生产科长吕克、陷害秘书处长赵四兰。中共中央决定开除两人党籍，并撤销职位。后被降职使用，任河北省农业厅秘书，宣化龙烟钢铁公司办公室主任。1967年2月，调任安徽省马鞍山矿山研究院办公室副主任，不久被隔离审查。1980年7月，恢复党籍及原行政待遇；1981年3月至1983年6月，任马鞍山市政协副主席。1983年离休。